# جاستن بريت
جاستن بريت (بالإنجليزية: Justin Britt)‏ هو لاعب كرة قدم أمريكية أمريكي، ولد في 12 أكتوبر 1985 في فورت كامبل في الولايات المتحدة.

## وصلات خارجية
- جاستن بريت على موقع مرجع كرة القدم المحترفة.كوم (الإنجليزية)